# Gamma Muscae
Désignations
Gamma Muscae (en abrégé γ Mus) est une étoile de quatrième magnitude de la constellation circumpolaire australe de la Mouche. D'après la mesure de sa parallaxe annuelle par le satellite Hipparcos, elle est située à environ ∼ 354 a.l. (∼ 109 pc) de la Terre. Elle s'éloigne du Système solaire à une vitesse radiale de +8 km/s.
Gamma Muscae est une étoile bleu-blanc de la séquence principale de type spectral B5V He wk, avec la notation « He wk » indiquant qu'il s'agit d'une étoile pauvre en hélium (helium-weak), un type d'étoile chimiquement particulière marquée par une faiblesse inhabituelle des raies de l'hélium comparée aux autres étoiles de type similaire. Sa luminosité varie entre les magnitudes 3,84 et 3,86 sur une période de 2,73 jours. C'est une étoile variable classée comme une étoile de type B à pulsation lente (SPB). Elle est environ cinq fois plus massive que le Soleil.
Gamma Muscae est membre du sous-groupe Bas-Centaure Croix du Sud de l'association OB Scorpion-Centaure, l'association la plus proche du Soleil de ce type d'association d'étoiles massives à mouvement propre semblable.